# Iglesia de la Epifanía del Señor
La iglesia de la Epifanía del Señor es un templo católico ubicado en la Población León XIII, en la Avenida Bellavista esquina Arzobispo Casanova, en la comuna de Providencia, ciudad de Santiago, Chile. Fue declarada Monumento Nacional de Chile, en la categoría de Monumento Histórico, mediante el Decreto Exento n.º 477, del 25 de abril de 1997.

## Historia

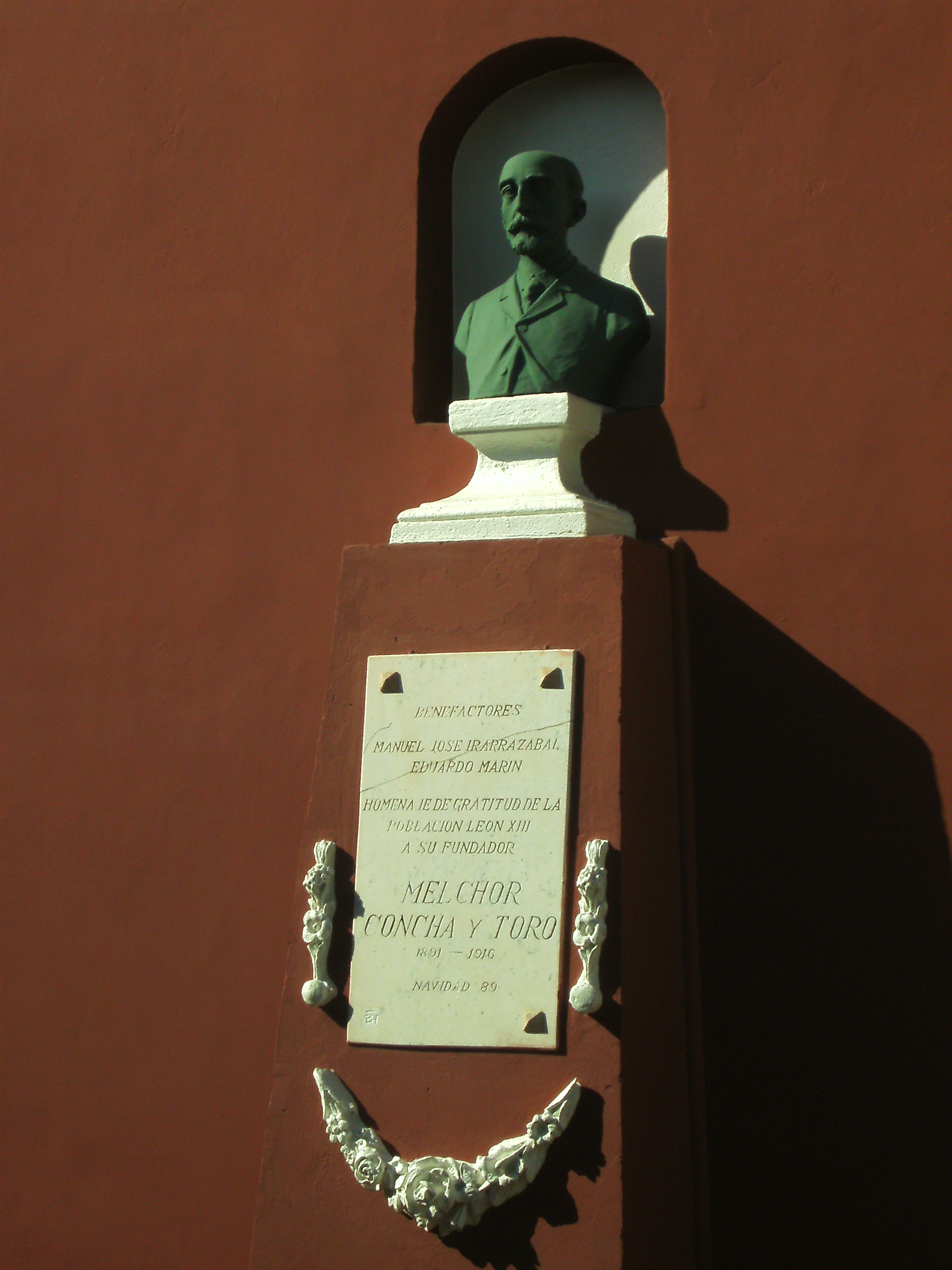
Busto de Melchor Concha y Toro en el patio interior de la iglesia.

La Población León XIII fue uno de los primeros conjuntos habitacionales sociales del país, siendo construida a finales del siglo XIX, tomando el nombre del papa León XIII, quien llamó a tomar conciencia de las dificultades de los obreros.
La iglesia fue erigida en conmemoración de los 25 años de la Institución León XIII, siendo inaugurada el 25 de junio de 1916 por el sacerdote Carlos Casanueva. El arquitecto fue Enrique Mardones, quien probablemente utilizó el edificio existente en el solar, la Escuela Mercedes Guzmán, agregando la torre, las escalinatas de piedra y el frontón del acceso para la construcción de la iglesia.
En el interior del patio de la iglesia, se inauguró un busto de Melchor Concha y Toro, fundador de la Población León XIII, en donde se encuentra el templo.

## Descripción

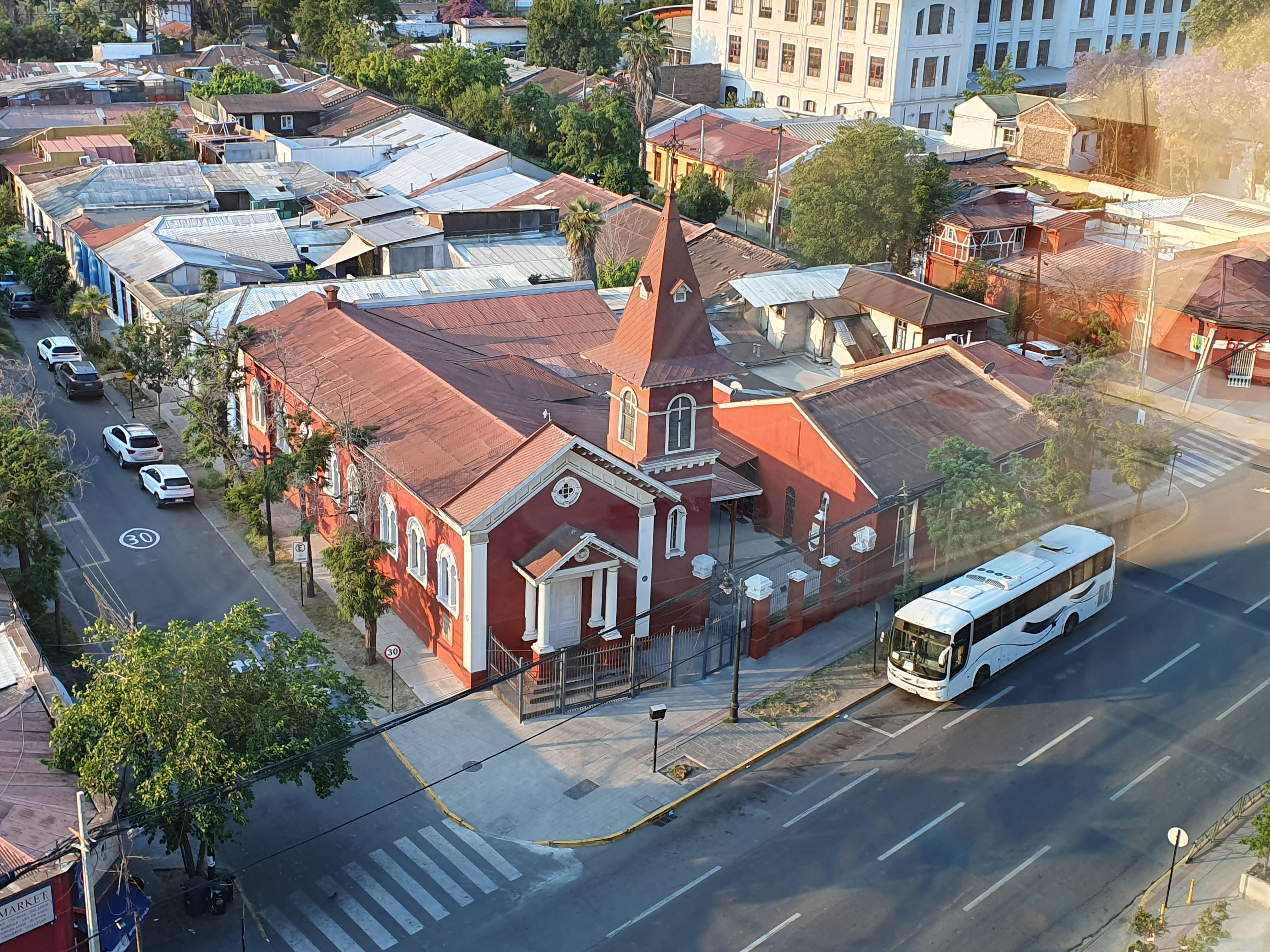
Iglesia de la Epifanía del Señor y el conjunto declarado Monumento Nacional

El templo, de estilo neoclásico, es de una sola nave, con muros hechos de adobe, columnas adosadas y pequeñas ventanas. Las terminaciones y la techumbre son de madera. Su torre presenta ventanas de medio punto, y el chapitel es de cuatro aguas. El diseño exterior se corresponde con las iglesias de la campiña francesa.
En su interior se encuentra un órgano construido por el italiano Oreste Carlini.